# Lestodelphys halli
Lestodelphys halli hay thú túi đuôi nắm Patgonia là một loài động vật có vú, loài duy nhất trong chi Lestodelphys, thuộc họ Didelphidae, bộ Didelphimorphia. Loài này được Thomas mô tả năm 1921.